# 有馬頼善
有馬 頼善（ありま よりよし）は、江戸時代中期の筑後国久留米藩の世嗣。

## 生涯
安永8年（1779年）1月15日、8代藩主・有馬頼貴の次男として誕生（夭折した男子が1人いるため、三男と記されることもある）。母は側室の「きくえ」。
兄・頼董が14歳で早世したため、天明6年（1786年）11月23日に嫡子となる。しかし、生まれつき癇性であり、凶暴であったために、寛政4年（1792年）に久留米への帰国が幕府に願い出られた。寛政5年（1793年）3月25日廃嫡、かわって弟・頼端が嫡子となった。『寛政重修諸家譜』では廃嫡の事情を「やまひ」によるものと記している。
廃嫡後は久留米城内に一室をあてがわれていたが、寛政10年（1798年）6月9日に挨拶に訪れた藩士を鉄砲で射殺する事件を起こし、居室に「御囲」が作られた。
文化13年（1816年）3月23日没、享年38。
鷹司家の娘と婚約していたが、廃嫡に際して破棄された。寛政9年（1792年）には子の政之丞が生まれているが、幼いうちに京都で僧になっている。